# Rostkragad fnittertrast
Rostkragad fnittertrast (Trochalopteron yersini) är en utrotningshotad fågel i familjen fnittertrastar inom ordningen tättingar. Den är endemisk för Vietnam där den hittas i bergsskogar och höglänta buskmarker på Da Lat-platån.

## Utseende och läten
Rostkragad fnittertrast är en 26–28 cm lång, praktfull, orangebrun fnittertrast med svart huva och silvergrå örontäckare. Svartaktiga täckare kontrasterar med gyllene till orangegröna kanter på vingpennorna. Sången beskrivs i engelsk litteratur som ett upprepat och högljutt, stigande "wueeeeoo", "u-weeeeoo", "uuuu-weeoo" eller "wiu-weeeu", som ofta svaras med låga, jamande "wiaaah", "ayaaa" eller "ohaaaah". Varningslätet är ett dämpat, hård "grreet-grreet-grreet-grreet-grreet-grreet-grrr-rr".

## Utbredning och systematik
Fågeln är endemisk för Da Lat-platån i Vietnam. Den behandlas som monotypisk, det vill säga att den inte delas in i några underarter.

## Levnadssätt
Rostkragad fnittertrast hittas i fuktiga bergsskogar och höglänta buskmarker på mellan 1500 och 2440 meters höjd. Den är en skygg fågel som ses vanligen i par eller i smågrupper med upp till åtta fåglar födosökande lågt eller nära marken. Den häckar troligen mellan mars och maj.

### Släktestillhörighet
Tidigare inkluderas arterna i Trochalopteron i Garrulax, men genetiska studier har visat att de är närmare släkt med exempelvis prakttimalior (Liocichla) och sångtimalior (Leiothrix).

## Status
Rostkragad fnittertrast har ett mycket litet utbredningsområde. Den tros också minska i antal till följd av fångst för vidare försäljning inom burfågelindustrin. Internationella naturvårdsunionen IUCN kategoriserar därför arten som starkt hotad. Världspopulationen uppskattas till under 10 000 vuxna individer.

## Namn
Fågelns vetenskapliga artnamn hedrar den schweiziske läkaren Alexandre Yersin (1863-1943). På svenska har den även kallats svarthuvad fnittertrast.